# 李宁有限公司

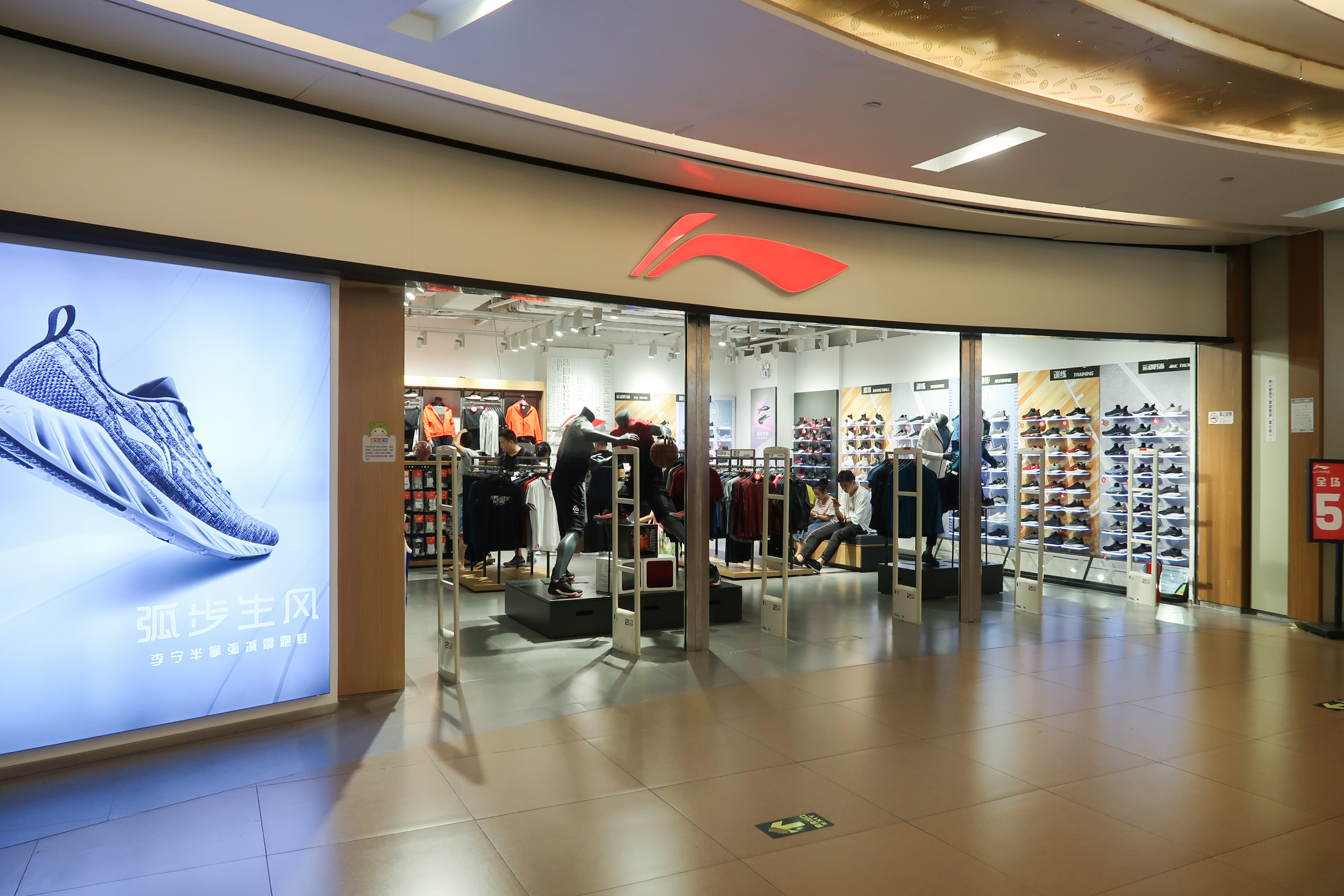
李宁在深圳北站繽果空間分店

李寧（港交所：2331、港交所：82331（人民幣結算）），是中国北京一家體育品牌民營企業，以經營李寧品牌專業及休閑運動鞋、服裝、器材和配件產品為主。擁有品牌營銷、研發、設計、製造、經銷及零售能力，其已於中國大陸建立零售網路以及供應鏈管理體系。除核心品牌李寧外，亦生產、開發、推廣、分銷、銷售多個自有、特許或與本集團第三方設立的合資╱聯營企業經營的其他品牌體育產品，包括上海紅雙喜乒乓球產品、AIGLE戶外運動用品、Danskin舞蹈和瑜伽時尚健身產品及Kason（凱勝）羽毛球產品。
公司在開曼群島註冊，總部位於北京，在香港交易所上市。

## 主要股東
- 李寧11.03%  2.7514億股
- 李麒麟10.92%   2.722億股
- Viva China Holdings Limited10.87%   2.712億股
- 李進10.87%   2.712億股

## 歷史
2022年12月，李寧位於香港尖沙咀廣東道新港中心的兩層旗艦店開幕。其後集團於新界拓展，分別先於屯門市廣場、荃灣荃新天地、大圍圍方及將軍澳東港城開設分店。
2023年12月11日，李寧宣布以22.08億元向恒基地產購入香港北角電氣道218號商業大樓「港匯東」整幢，部分樓面將作為集團香港總部。

## 赞助

### 赞助联赛
- 篮球：CBA

### 赞助运动
- 中国国家跳水队、中国国家射击队、中国国家乒乓球队、中国国家羽毛球队青年队（国家一队赞助商为YONEX）

### 赞助运动员
- 篮球：德文·韦德、吉米·巴特勒、C·J·麦科勒姆、弗蘭克·梅森、賈旺·埃文斯、埃文·特納、孟鐸、賀天舉、趙岩昊

- 乒乓球：马龙、丁宁、王勵勤

- 羽毛球：

#### 中国
- 谌龙
- 张楠
- 傅海峰
- 赵芸蕾
- 鮑春來
- 汪鑫

#### 印度尼西亞
- 阿瑪德
- 納西爾
- 菲克里
- 毛拉納

#### 印度
- 辛度
- 斯里坎特

#### 马来西亚
- 吴柳莹
- 吳堇溦
- 王耀新
- 張御宇
- 陈文宏

#### 新加坡
- 駱建佑

#### 日本
- 渡邊勇大
- 高橋沙也加

#### 泰國
- 李美妙

### 贊助俱樂部
- LNG電子競技俱樂部
- 武汉三镇足球俱乐部

### 奥林匹克运动会印度代表团
由於2020年中印邊境衝突等因素，印度奧委會在2021年6月9日宣佈取消李寧作為官方装备赞助商的資格，印度運動員將穿著無品牌服飾參加2020東京奧運。

## 旗下公司
- Clarks  （页面存档备份，存于）

## 外部連結
- 李寧有限公司 （页面存档备份，存于）